# Мокре (Лодзинське воєводство)
Мокре (пол. Mokre) — село в Польщі, у гміні Семковиці Паєнчанського повіту Лодзинського воєводства.
Населення — 156 осіб (2011).
У 1975-1998 роках село належало до Серадзького воєводства.

## Демографія
Демографічна структура станом на 31 березня 2011 року:
|          | Загалом | Допрацездатний вік | Працездатний вік | Постпрацездатний вік |
| -------- | ------- | ------------------ | ---------------- | -------------------- |
| Чоловіки | 72      | 13                 | 51               | 8                    |
| Жінки    | 84      | 22                 | 44               | 18                   |
| Разом    | 156     | 35                 | 95               | 26                   |